# Антисоціальний розлад особистості
Антисоціальний розлад особистості (англ. Antisocial personality disorder, ASPD) — розлад особистості, якому притаманне ігнорування (зазвичай через не усвідомлення, хоч і раціональне розуміння) соціальних норм і прав інших, імпульсивність, іноді в поєднанні з агресивністю і дуже обмеженою здатністю, чи відсутністю інтересу до формування тривалих стосунків. Слабо виражене або відсутнє сумління, схильність до зловживання психоактивними речовинами. Антисоціальна поведінка зазвичай починається у віці до 8 років, і в майже 80% випадків перші симптоми проявляються до 11 років.
Поширеність цього розладу досягає піку у людей віком від 24 до 44 років і часто знижується у людей віком від 45 до 64 років. У США рівень антисоціального розладу особистості в загальній популяції оцінюється від 0,5% до 3,5%. Однак вибірка може суттєво вплинути на рівень поширеності розладу. У дослідженні доктора Дональда В. Блека, випадкова вибірка з 320 нещодавно ув'язнених злочинців виявила, що ASPD був присутній у понад 35% опитаних.
В останньому виданні американського довідника з психічних розладів DSM-5 відзначають, що "психопатія" (англ. psychopathy) і "соціопатія" (англ. sociopathy) є синонімами антисоціального розладу особистості.